# リカンベント

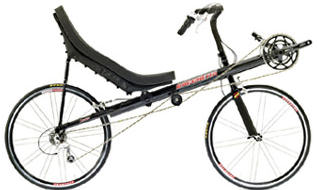
特徴である背もたれ付きシートを備えたリカンベントバイク。車種はホイールベースが小さいタイプで乗車位置はハイレーサー、ハンドル位置はOSS。

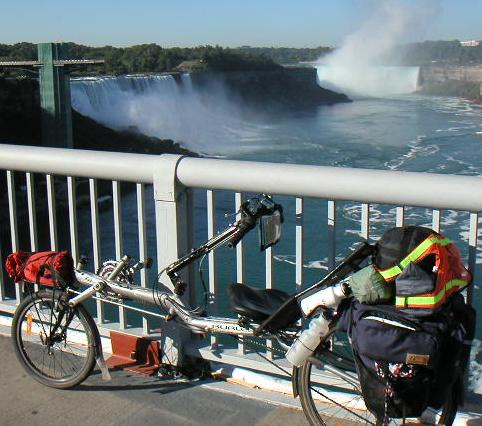
自転車旅行装備のリカンベント

リカンベント（英語: recumbent bicycle）とは、自転車の一種である。通常の自転車がサドルに臀部を乗せ直立に近い状態で、足の上下の屈伸運動を動力とするのに対し、リカンベントはサドルの代わりとなる背もたれつきのシートにもたれるように坐り、足を前方に向けた姿勢での屈伸運動を動力とする。英単語の「recumbent」はもたれかかるという意味の言葉であり、もたれかかって運転することからその名が付いた。

## 解説

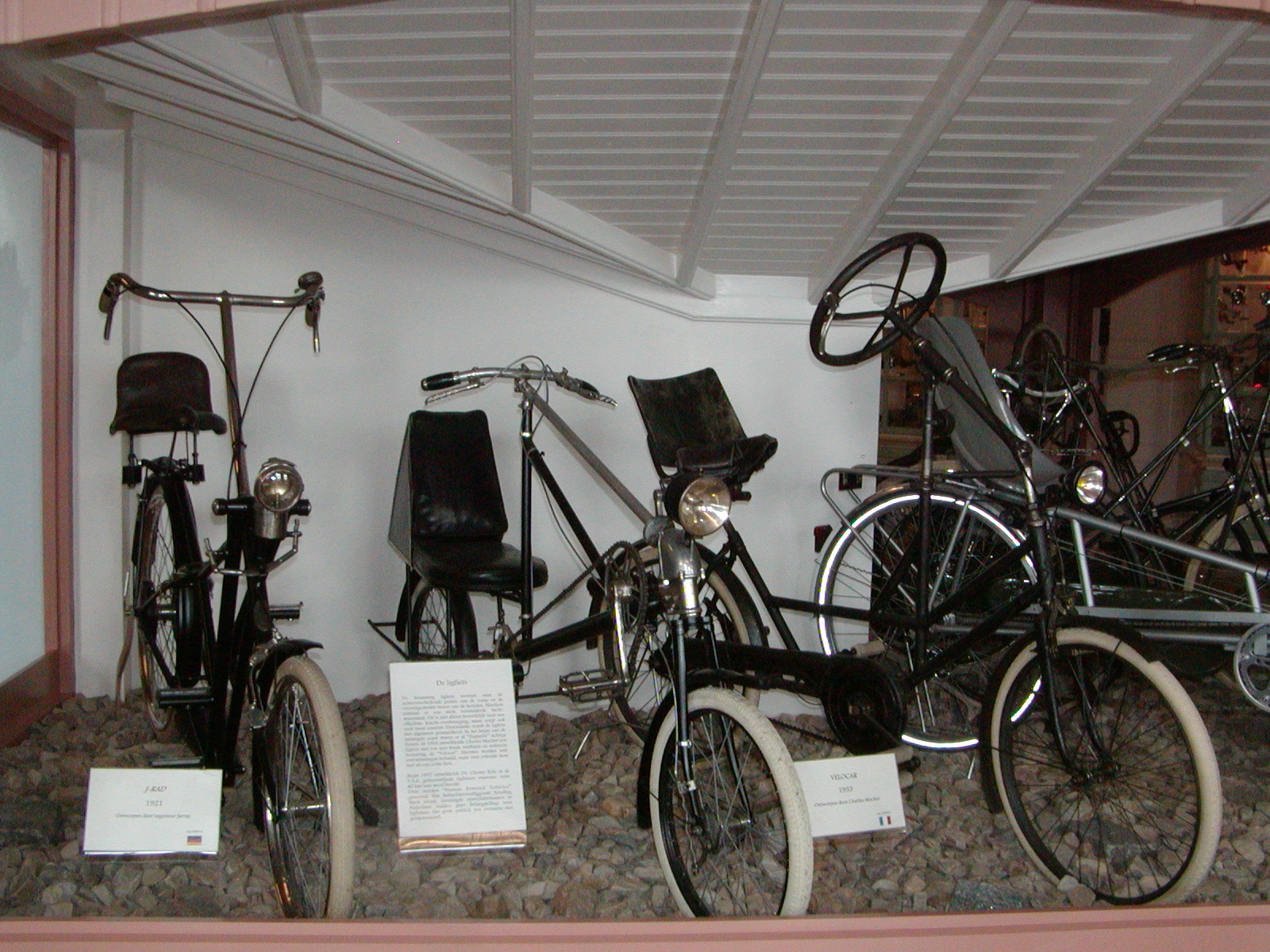
1920年代のリカンベント（ベェロラマ）

リカンベントは通常の自転車に比べると運転者の着座位置が低く前面投影面積が小さいことから、空気抵抗が少ない。脚でペダルを押す反力をシートに支えられた腰や背中で受け止められるため、脚力の伝達効率が安定している。また、臀部だけでなく腰の広い範囲に体重を分散して支えるので長時間の走行でも負担が少ない。こうした特徴により、平坦で滑らかな道を巡航する用途には適している。一方でダンシング（立ちこぎ）ができない構造であるため瞬発的な駆動力を得難く、運転者の重心を左右に移動させにくいため極低速では不安定である。こぎ方（回転を意識したペダリング）やバランスの取り方が通常の自転車とは違うため、乗り慣れるまである程度の練習を要する。また、こうした特徴から、登坂に対する負担軽減は比較的低く、ギアを含めた調整難度が高めとされている。ただし、上記のとおりシートを支えにすることでペダルを蹴る力を高くすることもでき、膝への負担を考えない場合は坂道でも速度を出すことができる。

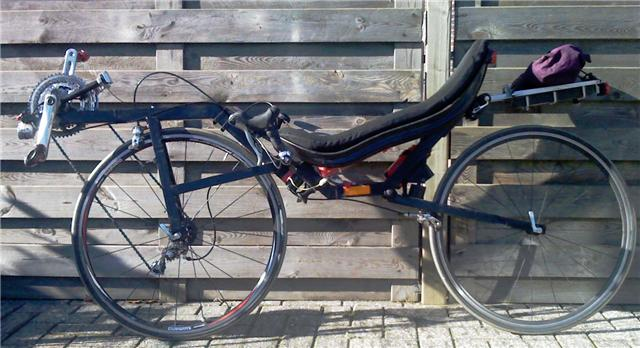
前輪駆動式

通常の自転車と同様にクランクから駆動輪へはチェーンで動力を伝達するが、車体の前方にクランクが配置されるリカンベントで後輪を駆動するとチェーンが長くなり、伝達効率やレイアウトなどの点で不利である。前輪駆動を採用している車種もあり、前輪駆動の車種には操舵輪を後輪とするものもある。
極低速で走行してもバランスを崩さない三輪の車種もあり、そのなかには登坂路などでは減速比を大きくして低速で登れるように81段の変速機を搭載した車種もある。
遠方を含めた前方視界は良好であるが、足元は見えづらい。また全高が低いモデルは、自動車などから確認しづらいために、視認性向上のため子供用自転車と同じく後方に旗を立てる事が多い。
値段は生産量が制限されるために、一般的なロードバイクと比較すると高めである。

## リカンベントの種類
車輪の数および配置、ペダルの位置

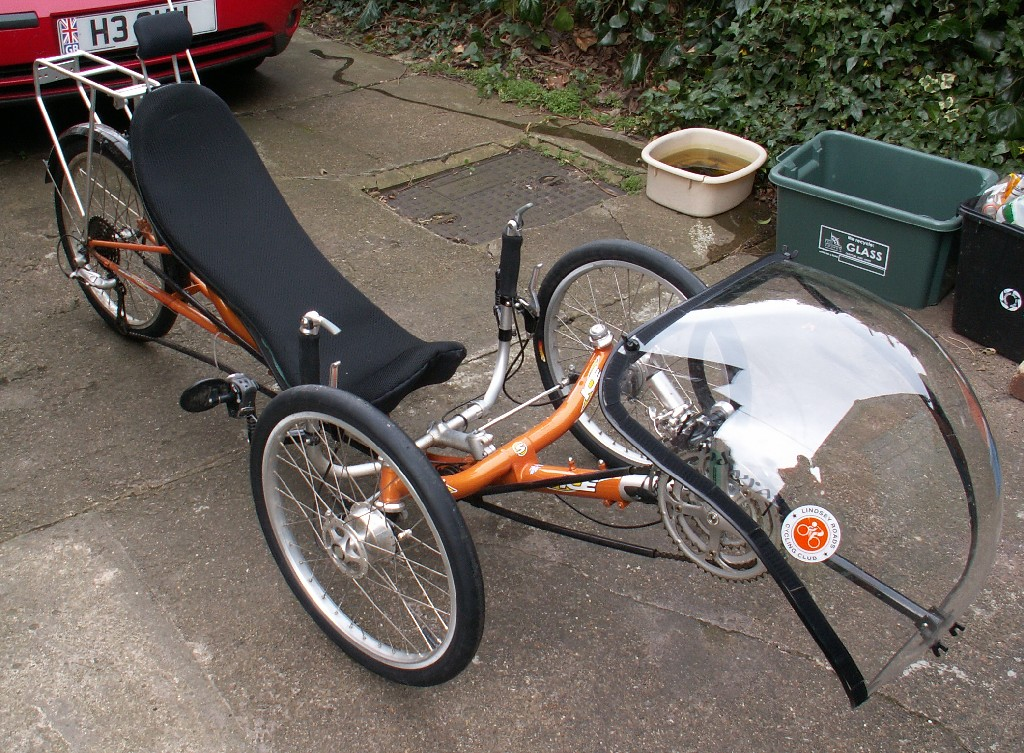
リカンベント・トライク（タドポール型）。ハンドル位置はUSS

リカンベントには二輪のものと三輪（ 英: tricycle, trike）のものがあり、三輪のものはリカンベント・トライクと呼ばれ、前1輪のものをデルタ（英: delta）型、前2輪を「オタマジャクシ」を意味する英語の"tadpole"に由来してタドポールと呼ぶ。ペダルは前輪より前方、あるいは上方に位置しているものが多い一方、普通の自転車に比べると前寄りだが前輪の後方に位置したものもあり、セミ・リカンベントと呼ばれる。
ハンドルの位置
リカンベントのハンドルは、通常の自転車のようにシートより高く、運転者の前にあるもの（OSS: Over Seat Steering / ASS: Above Seat Steering）とシートより低い位置にあるもの（USS: Under Seat Steering）とがある。シートより高いステアリングの場合はステムを前方に倒すことができる構造で乗り降りの際に運転者の体と干渉しないようにできているものが一般的であるが、一部に固定式のものも存在する。シートより低いステアリングの場合は、腕の力を使ってシートから腰がずれないように姿勢を保つことが容易であるが、舵角が制限される構造で、操縦感覚が一般の自転車と大きく異なる。競技用のものや三輪のものには後輪操舵のものも存在する（ツノダ「サイククルーザー」など）。
乗車位置・車高
乗車位置の高さによりハイレーサー、ミッドレーサー、ローレーサーなどと分類する場合がある。乗車位置が低いほど前面投影面積が小さく、空気抵抗を受けにくくなる。ローレーサーの中には、地上から十数センチという低い位置に座面が設置された車両が販売されている。一方で、公道などでは自動車など他者から見落とされて事故に至る危険があるため、相手に目立つように旗を立てる必要もある。また、最低地上高が低くなるので路面の凹凸が大きい場合は車体の一部が路面に接触する可能性もある。
フェアリングの有無など

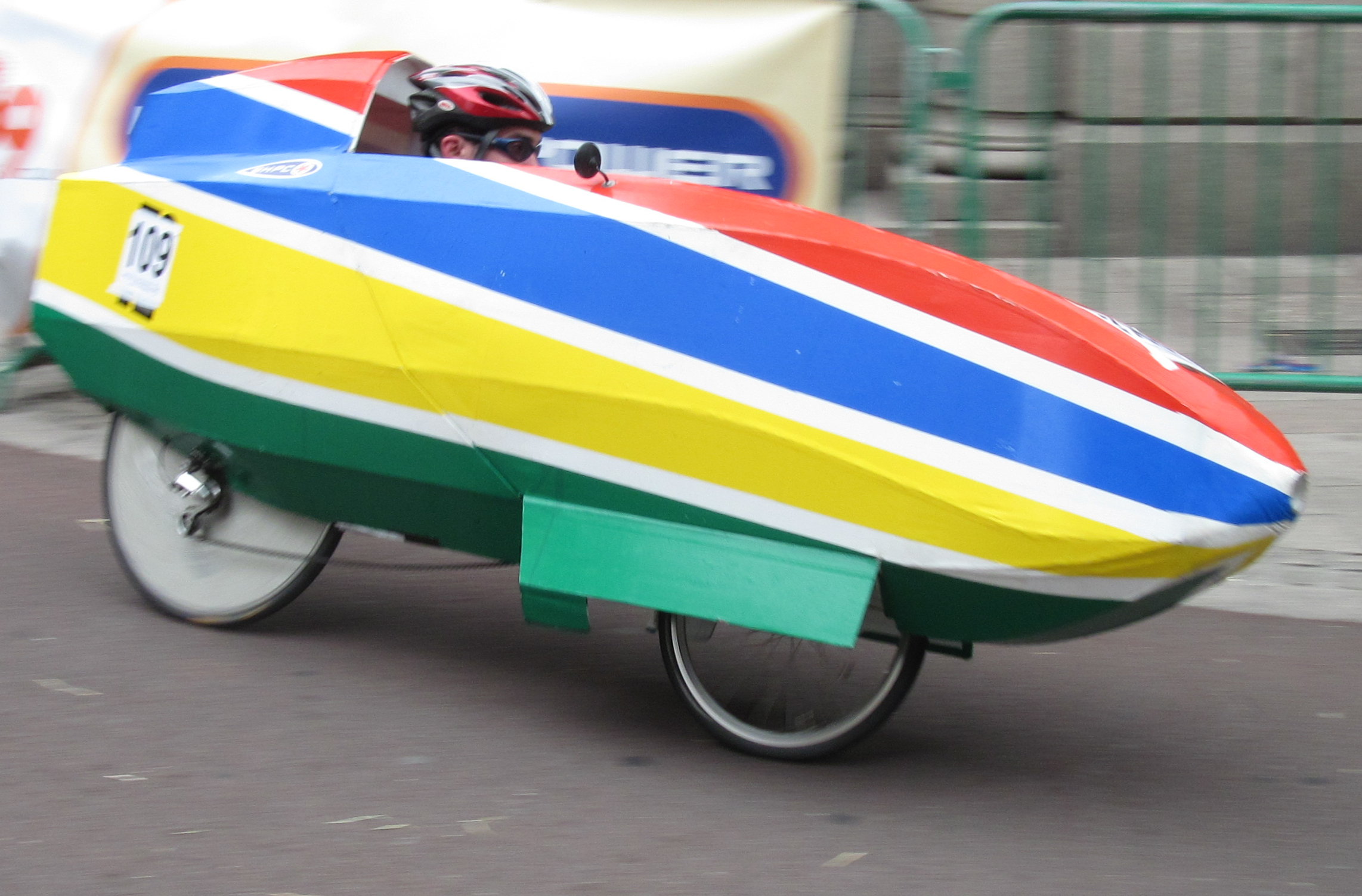
ストリームライナー

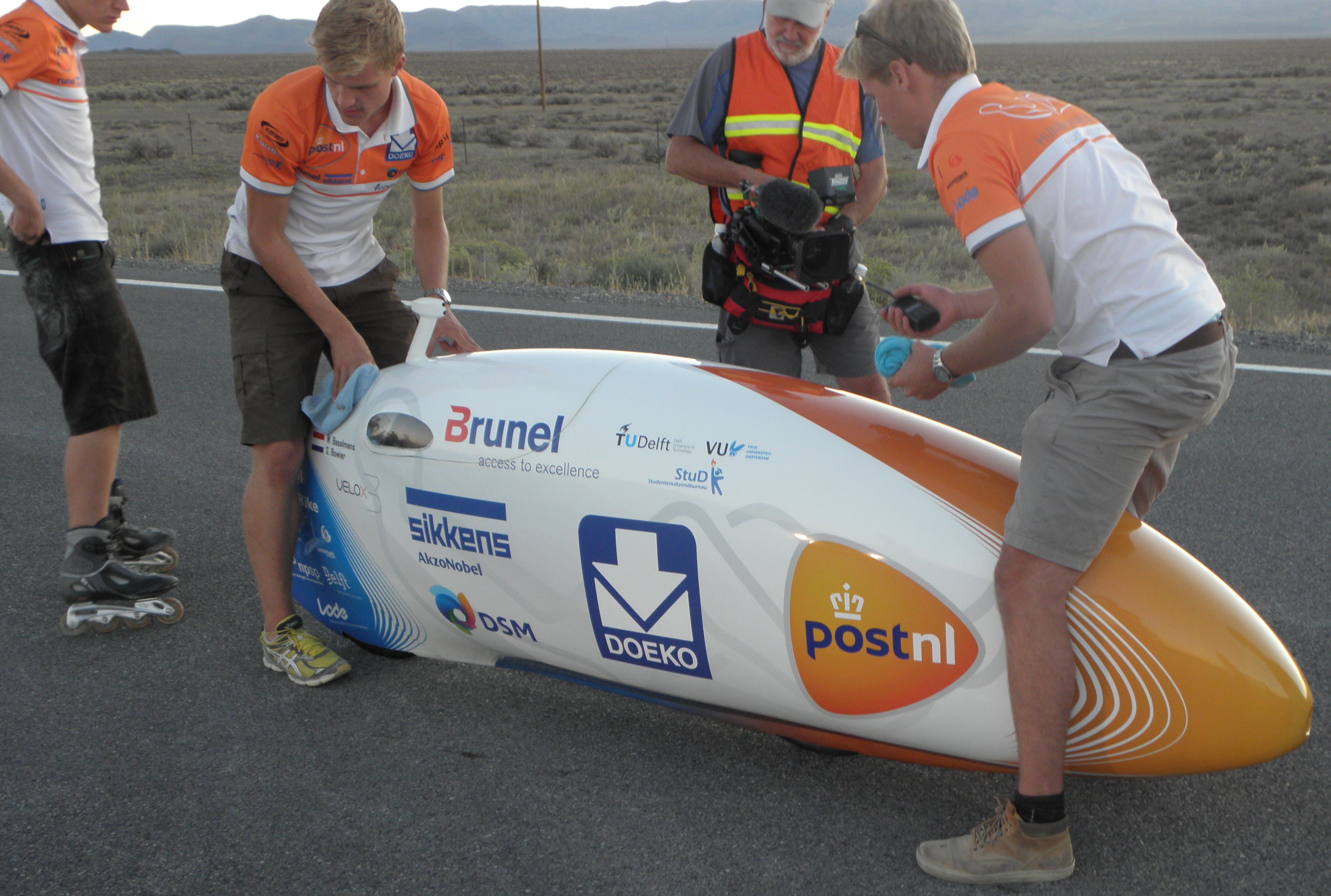
競技用のストリームライナー。自立できず、発進と停止時には補助が必要となる。

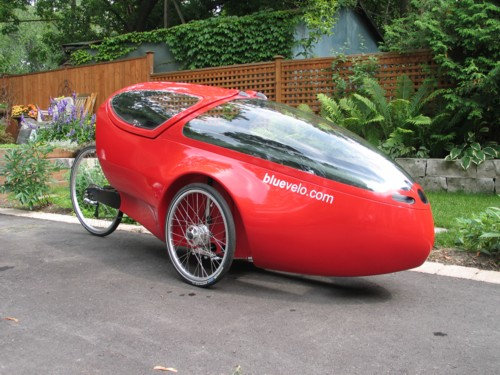
ベロモービル

ローレーサーよりさらに空気抵抗を低くするため、車体全体をカーボンファイバー製などのスムーズなフェアリングで覆ったストリームライナーという車種もある。全体を覆うのではなくシートの後ろやクランクの前に取り付けるフェアリングも市販されている。フルカバーの2輪のストリームライナーは量産されておらず、個人による製作がほとんどである。人力による最高速度記録に挑戦する競技用車両は軒並みこのタイプになるが、自動車の車体のようにほぼ密閉されているため運転者は地面に足をつくことができず、発進、停止には第三者の補助が必要となる。また、なるべくフェアリングを平滑にして空気抵抗を低減するために窓はなく、運転者はフェアリングに設置されたカメラを通してモニターで前方を視認する。
ストリームライナーと同様に車体全体がフェアリングで覆われているが、日常利用で使いやすいように自立できる3輪とし、サスペンションや荷物スペースなどを設けたものをベロモービルという。数社から組み立てキットなどが販売されている。

## 主なメーカー
- アザブ（Azub -  チェコ）
- ビカッタ・バイシクル（Bacchetta Bicycles -  アメリカ合衆国）
- カートライク（Catrike -  アメリカ合衆国）
- クルーズバイク（Cruzbike -  アメリカ合衆国）
- イージー・レーサー（Easy Racers -  アメリカ合衆国）
- グリーンスピード（Greenspeed -  オーストラリア）
- HPベロテクニック（HP Velotechnik -  ドイツ）
- ICEトライク（ICE Trikes -  イギリス）
- ライトニング・サイクル・ダイナミクス（Lightning Cycle Dynamics -  アメリカ合衆国）
- リニア・リカンベント（Linear Recumbent -  アメリカ合衆国）
- ナスカ・リグフィットセン（Nazca Ligfietsen -  オランダ）
- マクサリア（Maxarya -  カナダカナダ）
- オプティマ（Optima -  オランダ）
- チャレンジ（Challenge -  オランダ）
- ランス・デザイン（Rans Designs -  アメリカ合衆国）
- シュリッター（Schlitter -  アメリカ合衆国）
- サンシーカー・バイシクル（Sunseeker Bicycles -  アメリカ合衆国）
- テラトライク（TerraTrike -  アメリカ合衆国）
- ボラエ（Volae -  アメリカ合衆国）
- ウィンドチーター（Windcheetah -  イギリス）